# Podoprion bolivari
Podoprion bolivari is een vlokreeftensoort uit de familie van de Podoprionidae. De wetenschappelijke naam van de soort is voor het eerst geldig gepubliceerd in 1891 door Chevreux.